# Jaguar 420
Der Jaguar 420 war eine viertürige Limousine sportlichen Charakters, die Jaguar 1966 auf den Markt brachte, um die Nische zwischen dem Jaguar S-Type und der großen Limousine Mark X zu füllen.

## Modellgeschichte
Das Modell stellte ein Bindeglied zwischen dem klassischen Jaguar Mark II und der Antriebstechnik des Mark X/420 G dar. Technisch entsprach das Auto weitgehend dem drei Jahre zuvor präsentierten S-Type, der seinerseits eine Abwandlung des Mark II war, aus Platzgründen allerdings nicht mit dem 4,2 Liter großen Sechszylinder des Mk. X ausgestattet werden konnte. Der 420 erhielt einen längeren Vorderwagen, damit nun auch dieses Triebwerk aufgenommen werden konnte. Optisch hatte der 420 mit dem Mark II nur noch die Fahrgastzelle gemein. Er übernahm die Heckpartie des S-Type, die bereits der des Mark X/420 G nachempfunden war. Während die Frontpartie des S-Type allerdings noch dem Mark II entsprochen hatte, wurde sie beim 420 nun ebenfalls dem Mark X/420 G angepasst, so dass der 420 wie ein „Mark X mit dem Mittelteil eines Mark II“ aussah bzw. einfach nur die kleinere Ausgabe des 420 G war.
Für den 420 wurde der 4235 cm³ große Sechszylinder-Reihenmotor im Detail modifiziert. Während das Triebwerk im Jaguar E-Type und im Mark X über einen Dreifach-SU-Vergaser verfügte, wurde es beim 420 nur mit einem Zweifach-Vergaser ausgestattet und leistete deshalb geringere 183 kW. Als Kraftübertragung bot Jaguar eine neu entwickelte Automatik von BorgWarner oder das selbst entwickelte Vierganggetriebe mit Mittelschaltung und fakultativem Overdrive an, das 1965 für den S-Type entwickelt worden war. Vom S-Type unterschied sich der 420 durch stärkere Bremsen und eine überarbeitete Servolenkung. Die Höchstgeschwindigkeit betrug 198 km/h.

## Daimler Sovereign
Das Fahrzeug wurde auch als Daimler Sovereign verkauft. Während der Jaguar 420 bis 1968 angeboten wurde, blieb der Daimler Sovereign bis 1969 im Programm und wurde damit für eine kurze Zeit parallel zum neuen Jaguar XJ 6 verkauft. Der Daimler entsprach technisch vollständig dem Jaguar; insbesondere wurde er – anders als Daimlers Mark II-Variante Daimler 250 V8 – nicht mit Daimlers eigenem, 2,5 Liter großen Achtzylinder angeboten. Es soll allerdings nachträglich einige Konversionen durch externe Werkstätten gegeben haben. Äußerlich unterschied sich der Sovereign vom 420 durch den gerippten Kühlergrill und eine gehobene Ausstattung.

## Produktionsdaten
Der Jaguar wurde wesentlich häufiger hergestellt als der deutlich teurere Daimler Sovereign. Die linksgelenkte Sovereign-Version ist das seltenste Exemplar der Modellfamilie:
| Modell            | Bauzeit   | Rechtslenker | Linkslenker |
| ----------------- | --------- | ------------ | ----------- |
| Jaguar 420        | 1966–1968 | 7172         | 2629        |
| Daimler Sovereign | 1966–1969 | 5476         | 355         |

Gesamtproduktion laut dieser Quelle 10.211 Fahrzeuge von 1966 bis 1968
|            | Jahr | 1966  | 1967  | 1968  | Summe  |
| ---------- | ---- | ----- | ----- | ----- | ------ |
| Jaguar 420 |      | 1.142 | 5.644 | 3.425 | 10.211 |

Von den Jaguar 420 waren laut dieser Quelle 2.739 Linkslenker und 7.472 Rechtslenker.

## Bildergalerie

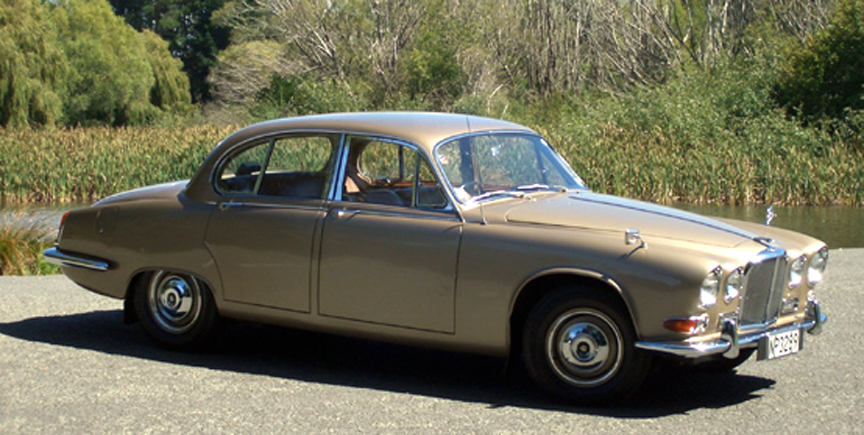
Jaguar 420
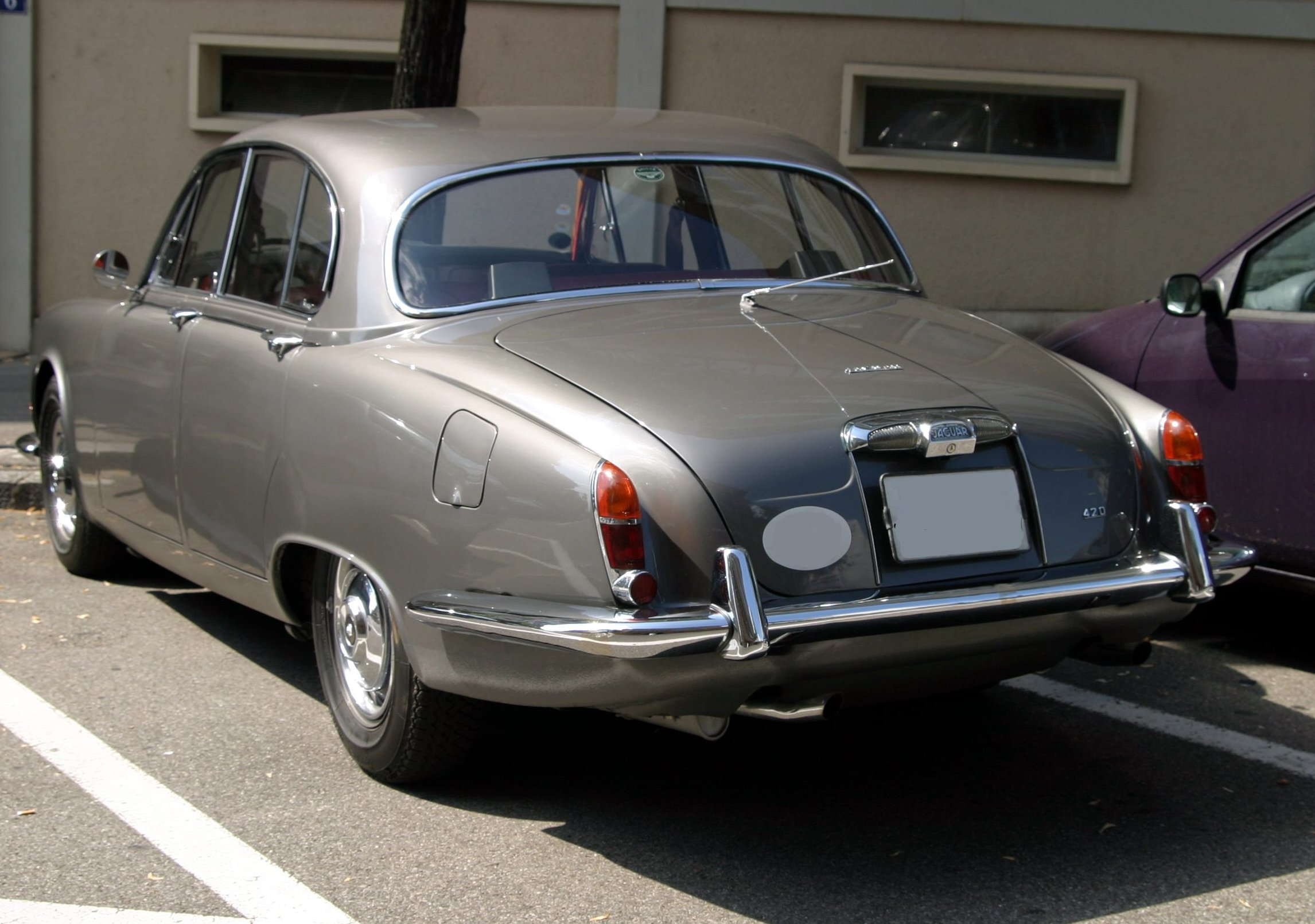
Jaguar 420 (1968)
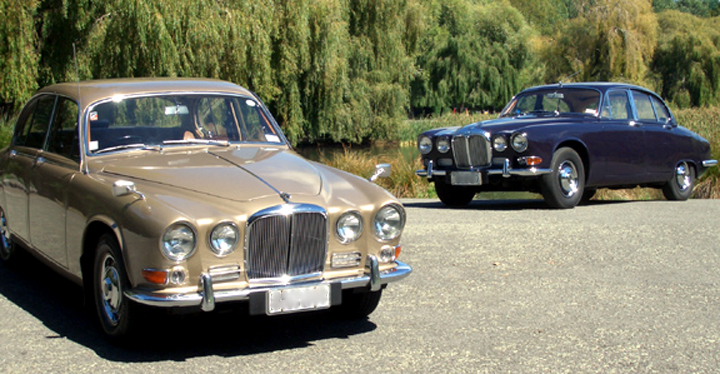
420 (links) und Daimler Sovereign (rechts)
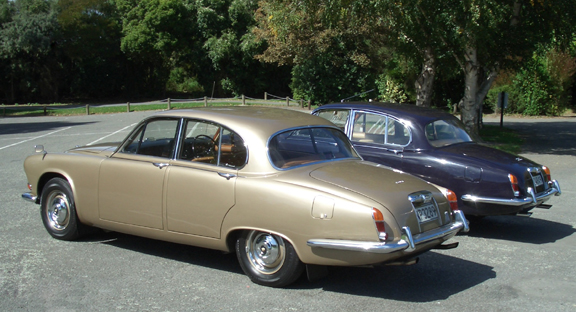
Jaguar 420 und Daimler Sovereign
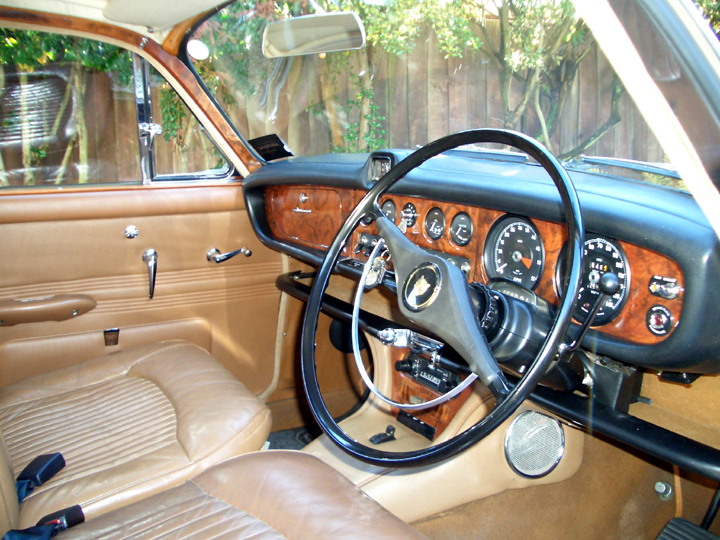
Interieur des Jaguar 420
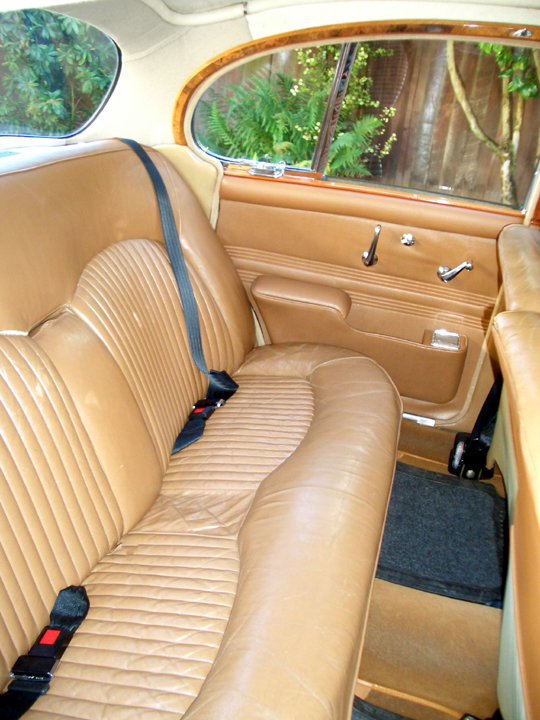
Rückbank des Jaguar 420